# Beaulieu-sur-Sonnette
Beaulieu-sur-Sonnette là một xã của tỉnh Charente, thuộc vùng Nouvelle-Aquitaine, tây nam nước Pháp.